# Lo Vedat (Serradell)
Lo Vedat és un paratge del terme municipal de Conca de Dalt, al Pallars Jussà, a l'antic terme de Toralla i Serradell, en el territori del poble de Serradell.
Està situat a ponent de Serradell, a l'esquerra del riu de Serradell i entre la llau de Santa Maria (ponent) i la llau de les Ribes (llevant). És a migdia del Tros de Santa Maria, a ponent de la Rourera i a llevant de Justinyà. És també al nord de lo Boïgot Rodó.